# Masmambang
Masmambang is een bestuurslaag in het regentschap Seluma van de provincie Bengkulu, Indonesië. Masmambang telt 1358 inwoners (volkstelling 2010).